# Bühl im Ries
Bühl im Ries (amtlich Bühl i.Ries) ist ein Gemeindeteil der Gemeinde Alerheim im Landkreis Donau-Ries (Regierungsbezirk Schwaben, Bayern).

## Geographie
Das Pfarrdorf liegt, umgeben von Feldern und Wiesen, etwa 2,5 km östlich von Alerheim an der Schwalb im Rieskessel. Durch den Ort führt die Kreisstraße DON 15.

## Namensherkunft
Bühl stammt vom althochdeutschen buhli und bedeutet so viel wie Hügel. Der Name bezieht sich auf den Hügel in der Ortsmitte, auf dem sich die Kirche St. Maria und der befestigte Friedhof befindet.

## Geschichte
Die erste Nennung datiert aus dem Jahr 868. Am 1. Januar 1978 wurde die Gemeinde mit ihrem Gemeindeteil Anhauserhöfe und dem Anwesen Neumühle im Zuge der Gebietsreform in Bayern nach Alerheim eingegliedert.

## Baudenkmäler
- St. Maria, evangelisch-lutherische Pfarrkirche mit gut erhaltenen gotischen Fresken